# 4월 13일
4월 13일은 그레고리력으로 103번째(윤년일 경우 104번째) 날에 해당한다.

## 사건
- 1111년 - 헨리 5세가 신성 로마 제국의 황제에 오르다.
- 1204년 - 제4차 십자군이 콘스탄티노플을 점령하다.
- 1598년 - 프랑스의 앙리 4세가 낭트 칙령을 발표하다.
- 1849년 - 헝가리가 공화국이 되다.
- 1941년 - 소비에트 연방과 일본 사이에 불가침 조약이 맺어지다.
- 1960년 - 대한민국, 마산 시위에 대한 이승만 대통령의 성명서를 발표한다. 대담 형식으로 발표한 성명서에서, 이승만은 마산 시위의 배후에 공산당 개입 혐의를 언명하였다.
- 1970년 - 아폴로 13호에서 산소탱크가 파손되는 사고가 일어나다.
- 1987년 - 대한민국 정부와 전두환 대통령이 4·13 호헌 조치를 발표하다.
- 1995년 - 대한민국과 이집트가 대사급으로 격상된 외교관계를 맺고 정식으로 수교하다.
- 2000년 - 대한민국 제16대 국회의원 선거가 실시되다.
- 2005년 - 동해에서 황만호의 월북 사건이 발생하다. (~ 2005년 4월 19일)
- 2008년 - 오스트레일리아 퀸즐랜드주 총독인 쿠엔틴 브라이스가 마이클 제프리의 뒤를 이어 최초의 여성 총독으로 임명되다.
- 2009년 - 폴란드 서부 카미엔포모르스키에 있는 노숙자 보호소에서 화재가 발생, 최소 21명 이상이 사망하다.
- 2011년 - 이집트의 전 대통령 호스니 무바라크와 그의 두 아들이 이집트 검찰에 구속되었다.
- 2012년 -
  - 조선민주주의인민공화국이 은하 3호 미사일 발사를 강행했으나 실패하다.
  - 세르비아에서 세잔의 그림을 훔친 강도단이 검거되다.
  - 美 오바마 대통령이 2012년 제2차 핵안보정상회의의 차기 개최국을 한국으로 지정, 참가국 만장일치로 서울 개최가 확정되었다.
- 2013년 - 일본 효고현 아와지 섬 부근에서 리히터 규모 6.0의 지진이 발생했다.
- 2014년 -
  - 솔로몬 제도 수도 호니아라에서 동남쪽으로 328km 떨어진 곳에 7.6의 지진이 발생하였으나 별다른 피해가 없었다.
  - 우크라이나에서 보안군과 무장 친러 독립세력간의 충돌이 발생하였다. 이 사태로 2명이 사망하고 수십 명의 부상자가 발생하였다.
- 2014년 - 대한민국 제 19대 국회의원 보궐선거가 실시되다
- 2016년 - 대한민국 제20대 국회의원 선거가 실시되다.

## 문화
- 1874년 - 살레시오회가 창립되었다.
- 1937년 - 한국의 로마 가톨릭교회 중 경상도, 전라도 지방을 관할하던 대구대목구에서 광주지목구와 전주지목구가 분리 설정되다.
- 1997년 - 타이거 우즈가 마스터스 골프대회 최연소 우승을 달성하다.
- 2004년 - 프로게임단 SKT T1이 창단되었다.
- 2010년 - 마이크로소프트(MS사)에서 서비스팩이 설치 되지않은 윈도우 비스타에 대한 지원 중단하다.
- 2019년 - 전북극동방송 개국.

## 탄생
- 1519년 - 프랑스의 왕비 카트린 드 메디시스. (~1589년)
- 1570년 - 잉글랜드 가톨릭 화약음모사건(火薬陰謀事件)의 주동자 가이 포크스. (~1606년)
- 1743년 - 미국의 제3대 대통령 토머스 제퍼슨. (~1826년)
- 1808년 - 전화기의 최초 발명가 안토니오 메우치. (~1889년)
- 1868년 - 일본의 우익 사상가 곤도 세이쿄. (~1936년)
- 1879년 - 이탈리아의 수학자 프란체스코 세베리. (~1961년)
- 1883년 - 소련의 군인 세묜 부됸니. (~1973년)
- 1892년 - 영국의 군인 아서 해리스. (~1984년)
- 1903년 - 대한민국의 종교인 오문환. (~1962년)
- 1906년 - 프랑스의 소설가, 문학가, 극작가 사뮈엘 베케트. (~1989년)
- 1909년 - 폴란드의 수학자 스타니스와프 울람. (~1984년)
- 1913년 - 대한민국의 대중음악 작곡가 손목인. (~1999년)
- 1920년 - 대한민국의 교육자 김허남. (~2020년)
- 1924년 - 미국의 영화감독 스탠리 도넌. (~2019년)
- 1934년 - 대한민국의 소설가 최인훈. (~2018년)
- 1935년 - 미국의 영화배우 라일 왜거너. (~2020년)
- 1936년
  - 대한민국의 소설가 최인훈. (~2018년)
  - 대한민국의 기업인 이내흔. (~2023년)
- 1937년 - 미국의 천문학자 제러마이아 P. 오스트라이커. (~2025년)
- 1938년 - 대한민국의 정치인 박명환. (~2025년)
- 1939년 - 미국의 영화배우 폴 소비노. (~2022년)
- 1940년
  - 대한민국의 정치인, 국회의원 최선영. (~2010년)
  - 프랑스의 소설가 장마리 귀스타브 르 클레지오.
  - 프랑스의 영화 음악 작곡가이자 지휘자 블라디미르 코스마.
- 1942년 - 대한민국의 언론인 김용정. (~2024년)
- 1943년
  - 대한민국의 정치인 김호연.
  - 중화민국의 싱어송라이터 류자창. (~2024년)
- 1944년 - 오스트리아의 배우 엘리자베스 트리센나. (~2024년)
- 1947년
  - 대한민국의 국회의원 강수림.
  - 이탈리아의 배우 아고스티나 벨리.
- 1950년 - 미국의 배우 론 펄먼.
- 1951년 - 미국의 가수 피보 브라이슨.
- 1953년 - 일본의 정치인 스즈키 슌이치.
- 1954년
  - 미국의 음악가 지미 데스트리.
  - 브라질의 축구 선수, 정치인 호베르투 지나미치.
- 1955년
  - 러시아의 정치인 이리나 하카마다.
  - 보스니아 헤르체고비나의 전 축구 선수, 현 축구 감독 사페트 수시치.
  - 일본의 배우 가수 겸 배우 사이조 히데키. (~2018년)
- 1956년 - 대한민국의 배우 박규점.
- 1959년
  - 미국의 정치인 셰일라 올리버. (~2023년)
  - 미국의 정치인 킴 구아다그노.
- 1960년
  - 독일의 전 축구 선수, 현 축구 감독 루디 푈러.
  - 캐나다의 의사 키스 마틴.
- 1963년 - 슬로바키아의 레슬링 선수 요제프 로히냐.
- 1964년 - 캐나다의 배우 캐럴라인 레아.
- 1966년 - 대한민국의 배우 이중열.
- 1967년 - 대한민국의 정치인 장제원. (~2025년)
- 1968년 - 대한민국의 배우 박정우.
- 1970년
  - 일본의 만화가 토우메 케이.
  - 헝가리의 기계체조 선수 촐라니 실베스테르.
- 1971년 - 대한민국의 정치인 김희정.
- 1972년 - 대한민국의 배우 이아현.
- 1973년 - 대한민국의 소설가 김상현.
- 1974년
  - 대한민국의 배우 장문규.
  - 스웨덴의 영화 감독 루벤 외스틀룬드.
  - 대한민국의 성우 전혜수.
- 1975년 - 대한민국의 야구 선수 박지철.
- 1976년
  - 대한민국의 배우 유지태.
  - 대한민국의 배우 조재룡.
  - 대한민국의 아나운서, 방송인 허은정.
- 1977년
  - 대한민국의 탁구 선수 오상은.
  - 일본의 성우 유키노 리사.
- 1978년
  - 스페인의 축구 선수 카를레스 푸욜.
  - 대한민국의 배우 홍기준.
  - 미국의 배우 카일 하워드.
- 1980년
  - 대한민국의 배우 고호경.
  - 미국의 성우 콜린 클링컨비어드.
- 1981년
  - 대한민국의 축구 선수 황재원.
  - 대한민국의 기자, 가수 박주연.
- 1982년 - 미국의 가수, 래퍼 타이 달라 사인.
- 1983년
  - 대한민국의 축구 선수 신화용.
  - 칠레의 축구 선수 클라우디오 브라보.
  - 일본의 모델, 가수, 배우 사쿠라이 리나.
- 1984년
  - 덴마크의 축구 선수 안데르스 린데고르.
  - 일본의 영화 배우 미즈시마 히로.
  - 대한민국의 가수 DK.
- 1985년 - 대한민국의 전 농구 선수 기승호.
- 1986년
  - 대한민국의 가수 미성.
  - 미국의 야구 선수 로렌조 케인.
- 1987년 - 대한민국의 가수 최대성.
- 1988년
  - 대한민국의 가수 김꽃.
  - 대한민국의 인터넷 방송인 말왕.
  - 대한민국의 미스코리아, 모델 이슬기.
  - 조선민주주의인민공화국의 축구 선수 리광일.
  - 브라질의 축구 선수 안데르손 (맨체스터 유나이티드 FC).
- 1989년
  - 대한민국의 가수 자이언티.
  - 대한민국의 야구 선수 유민상.
  - 대한민국의 가수 박예슬.
- 1990년 - 대한민국의 축구 선수 주민규.
- 1991년 - 브라질의 축구 선수 지바니우통 마르친스 페헤이라.
- 1992년
  - 대한민국의 축구 선수 염강륜.
  - 대한민국의 레이싱 모델 신소향.
- 1993년
  - 대한민국의 배우 이설.
  - 대한민국의 리그 오브 레전드 프로게이머 버블링.
  - 미국의 배우, 작가, 감독 해나 마크스.
- 1994년 - 대한민국의 가수 에피.
- 1995년 - 대한민국의 배우 채희.
- 1996년 - 대한민국의 가수, 기타리스트 박준성.
- 1997년 - 잉글랜드의 축구 선수 카일 워커피터스.
- 1998년
  - 대한민국의 래퍼 TAG (골든차일드).
  - 홍콩의 탁구 선수 소우와이얌.
  - 대한민국의 래퍼 언오피셜보이.
- 1999년 - 헝가리의 축구 선수 셰퍼 언드라시.
- 2000년 - 미국의 가수 낸시 (모모랜드).
- 2001년
  - 대한민국의 축구 선수 김종민.
  - 대한민국의 축구 선수 김성민.
  - 일본의 축구 선수 마쓰무라 유타.
- 2002년 - 대한민국의 가수 종형 (동키즈).
- 2005년 - 대한민국의 아이돌가수 엔믹스 지우
- 2006년 - 대한민국의 바이올리니스트 고소현.
- 2007년 - 대한민국의 배우 차성제.

## 사망
- 814년 - 불가르족의 칸 크룸. (?~)
- 1695년 - 프랑스의 작가 장 드 라 퐁텐. (1621년~)
- 1937년 - 대한민국의 독립운동가 김동삼. (1878년~)
- 2005년 - 대한민국의 프로 야구 선수 후루시 히로야키. (1950년~)
- 2008년 - 미국의 물리학자 존 아치볼드 휠러. (1911년~)
- 2012년 - 미국의 야구인 할 펙. (1917년~)
- 2015년 - 독일의 소설가, 작가 귄터 그라스. (1927년~)
- 2018년 - 미국의 영화감독 밀로스 포만. (1932년~)
- 2019년
  - 벨기에의 대한민국의 로마 가톨릭 신부 지정환. (1931년~)
  - 핀란드의 크로스컨트리 스키 선수 뤼디아 비데만. (1920년~)
  - 미국의 신경과학자 폴 그린가드. (1925년~)
- 2022년 - 프랑스의 영화배우 미셀 부케. (1925년~)
- 2023년 - 영국의 패션 디자이너 메리 퀀트. (1930년~)
- 2025년
  - 잉글랜드의 영화배우 진 마시. (1934년~)
  - 페루의 작가 마리오 바르가스 요사. (1936년~)
  - 미국의 정치인 리처드 아미티지. (1945년~)

## 기념일
- 토머스 제퍼슨 탄생일: 미국
- 1990년부터 2018년까지 대한민국 임시정부 수립 기념일이었다.

## 같이 보기
- 전날: 4월 12일 다음날: 4월 14일 - 전달: 3월 13일 다음달: 5월 13일
- 음력: 4월 13일
- 모두 보기